# Lasioglossum brevibasis
Lasioglossum brevibasis är en biart som först beskrevs av Cockerell 1938.  Lasioglossum brevibasis ingår i släktet smalbin, och familjen vägbin. Inga underarter finns listade i Catalogue of Life.